# Групелло, Габриэль де
Габриэль де Групелло (нем. Gabriel de Grupello, также нем. Gabriel Grupello) (23 мая 1644 Герардсберген Восточная Фландрия —  20 июня 1730 замок Эренштайн (Schloss Erenstein) Керкраде) — фламандский скульптор на службе у немецких герцогов.

## Жизнь
Групелло родился в городке Герардсберген Восточной Фландрии. Его отец — итальянец Бернардо Рупелли, капитан кавалерии, состоявший на службе в испанской армии. Мать — фламандка, урождённая госпожа Корнелия Делинк. Отец «вышедший в люди» из незнатного рода, умер рано. Хотя позже Габриэль Групелло и причислял себя к потомкам благородных рыцарей, но доказать это документально не представлялось возможным.
В 14-летнем возрасте он приехал в Антверпен и поступил в пятилетнее научение к скульптору Артусу Квеллинусу. Доподлинно неизвестно, был ли эти Квеллинус Младший или Старший, но, вероятнее всего, его учителем нужно считать Артуса Квеллинуса Старшего. Следующей ступенью овладения профессией стала учёба у гаагского скульптора Иоганна Лассона (Johann Lasson) и, наконец, двухлетняя практика техники бронзового литья (Bronzeguss) в Париже и Версале.
В 1671 году Групелло получает гражданские права и открывает в Брюсселе собственную мастерскую. Он работал на различных властителей Европы, в том числе испанского короля Карла II, Вильгельма II Оранского и бранденбургского курфюрста Фридриха III. В 1695 году Групелло приглашается пфальцским курфюрстом Иоганном Вильгельмом в Дюссельдорф в качестве придворного скульптора. В последующие годы Групелло создал многочисленные скульптурные портреты властительной пары из мрамора и бронзы, а также контролировал работу квалифицированных рабочих, занятых на работах в княжеских дворцах.
Придворная деятельность скульптора закончилась вместе со смертью курфюрста в 1716 году. Наследник Иоганн Вильгельма курфюрст Карл Филипп проводил мероприятия в целях экономии княжеских средств и увольнял служащих и художников. В 1719 году император Карл VI выводит его «за штат» и назначает «зарплату милостей», то есть пенсионное жалование. С этого времени Групелло обращается прежде всего к сакральному искусству. В 1725 году скульптор вместе с женой и дочерью (бывшей в браке с управляющим императорского поместья) переезжает в замок Эренштайн (Kasteel Erenstein). Здесь он умирает в 1730 году в возрасте 86 лет.

## Работы
В брюссельский творческий период главным произведением Групелло считается мраморный стенной источник, созданный для гостиной залы рыботорговца.
В дюссельдорфский творческий период прежде всего выделяют 2 монументальных художественных произведения из бронзовой отливки: конную статую курфюрста Яна Веллема (т.е. Иоганна Вильгельма; Jan-Wellem-Reiterdenkmal (нем.)) на рыночной площади Дюссельдорфа и пирамиду Групелло (Grupello-Pyramide (нем.)), ныне стоящую на площади Парадов (Paradeplatz (нем.)) в Маннгейме. В парке дворца Шветцинга располагаются скульптуры, выполненные Групелло.
От позднего сакрального творческого периода практически ничего не сохранилось. Многие скульптуры считаются пропавшими или уничтоженными при пожаре и разрушении Дюссельдорфского замка (Düsseldorfer Schloss (нем.)). Остался лишь великолепный бронзовый саркофаг курфюрста Яна Веллема в мавзолее дюссельдорфской придворной церкви Св. Андрея.

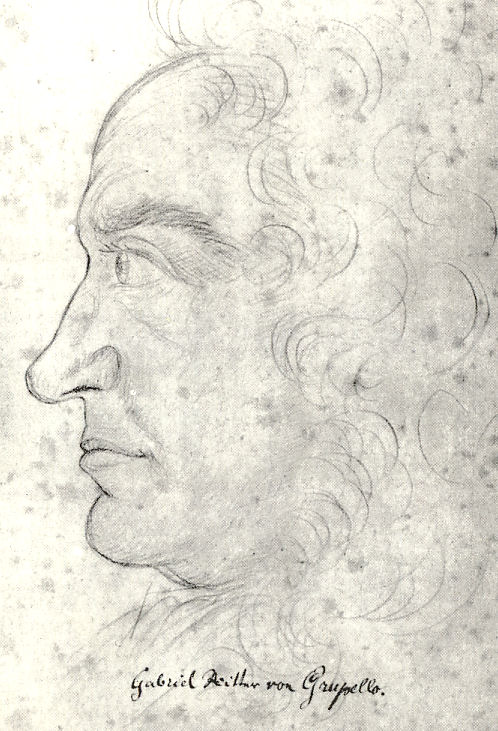
Габриэль де Групелло, автопортрет около 1700 года, Музей Кунстпаласт, Дюссельдорф
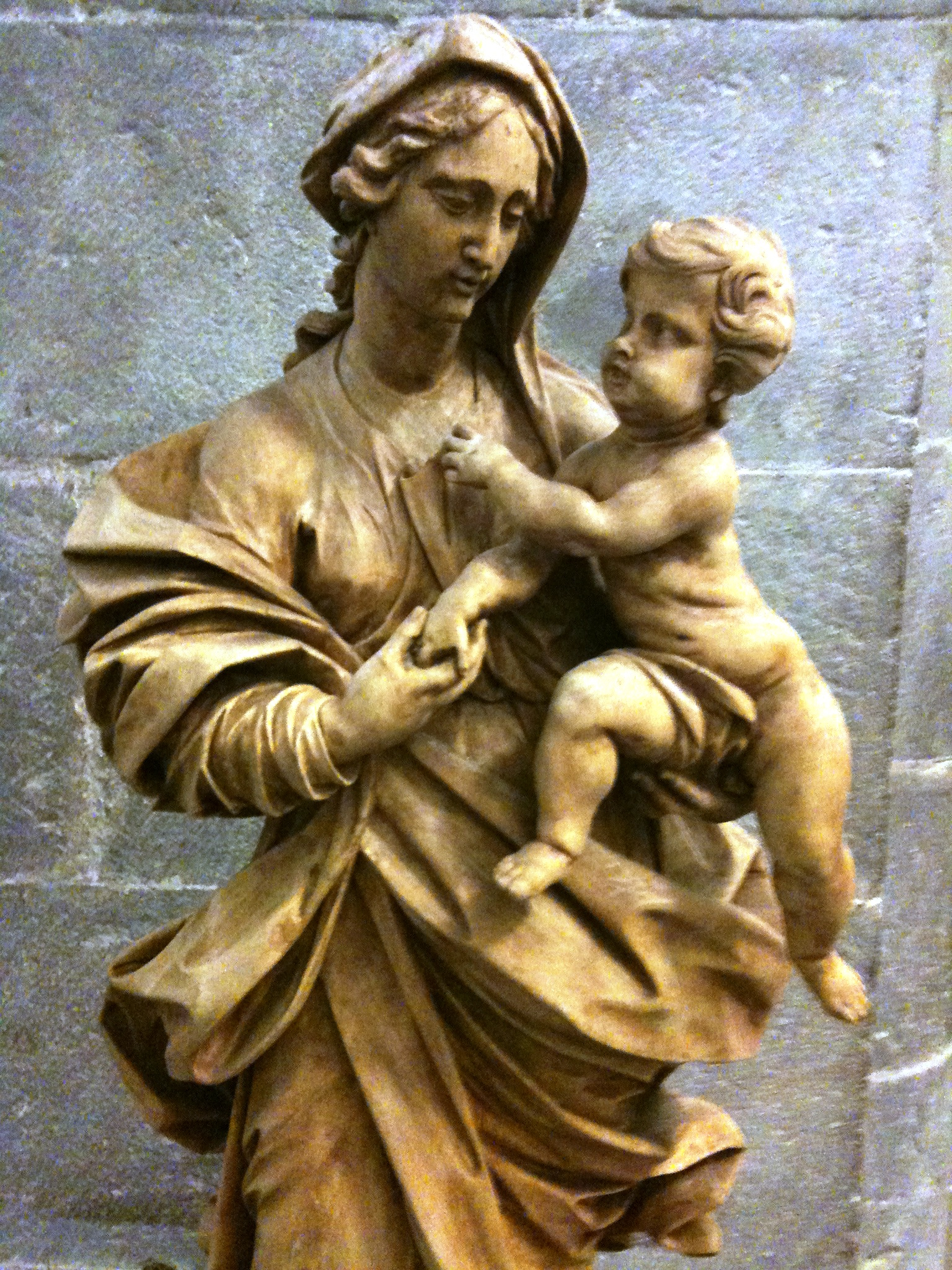
Божия Матерь, липовая древесина около 1725 года, Музей Шнютген (Museum Schnütgen (нем.)), Кёльн
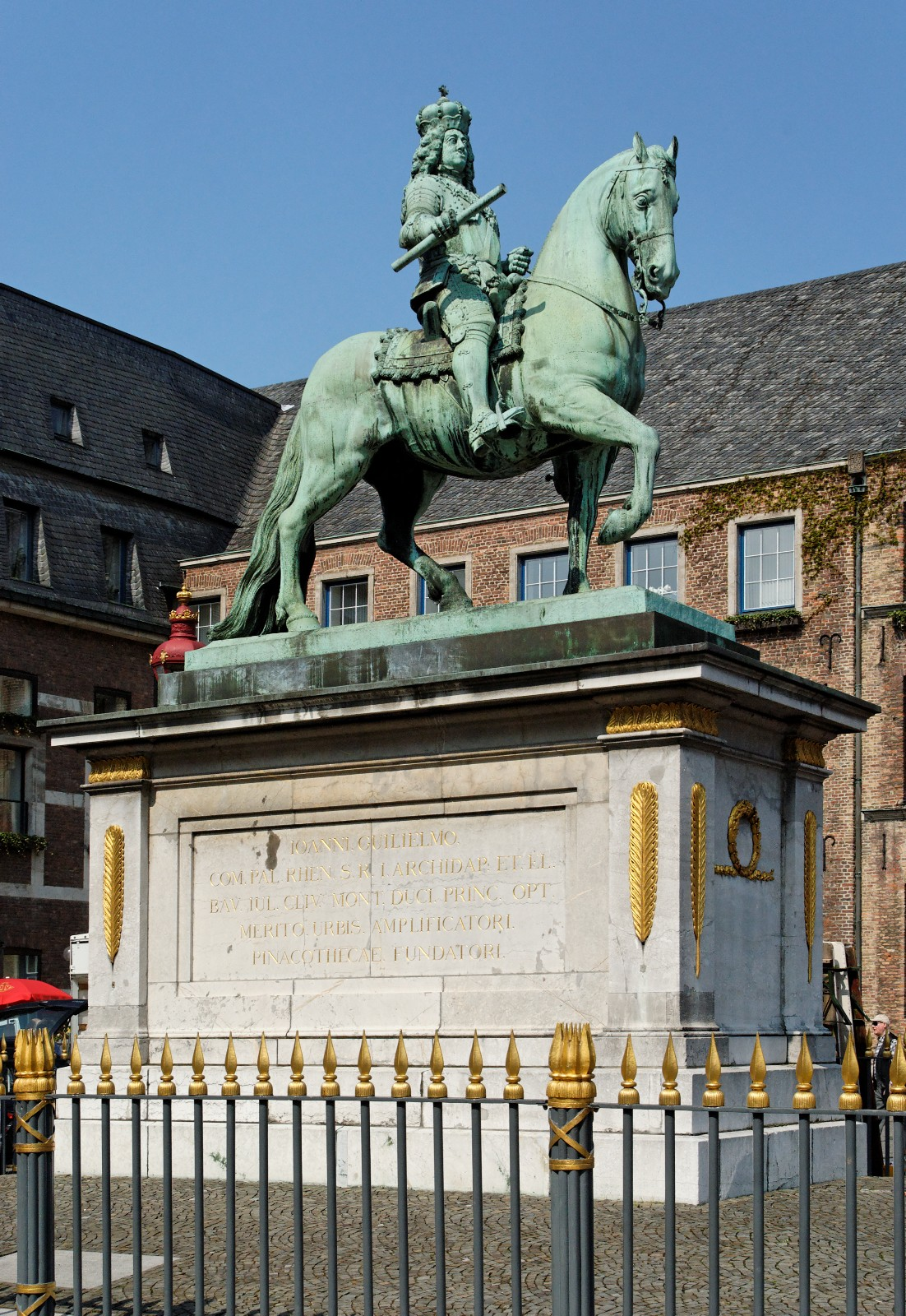
Конная бронзовая скульптура курфюрста Яна Веллема на торговой площади, Дюссельдорф
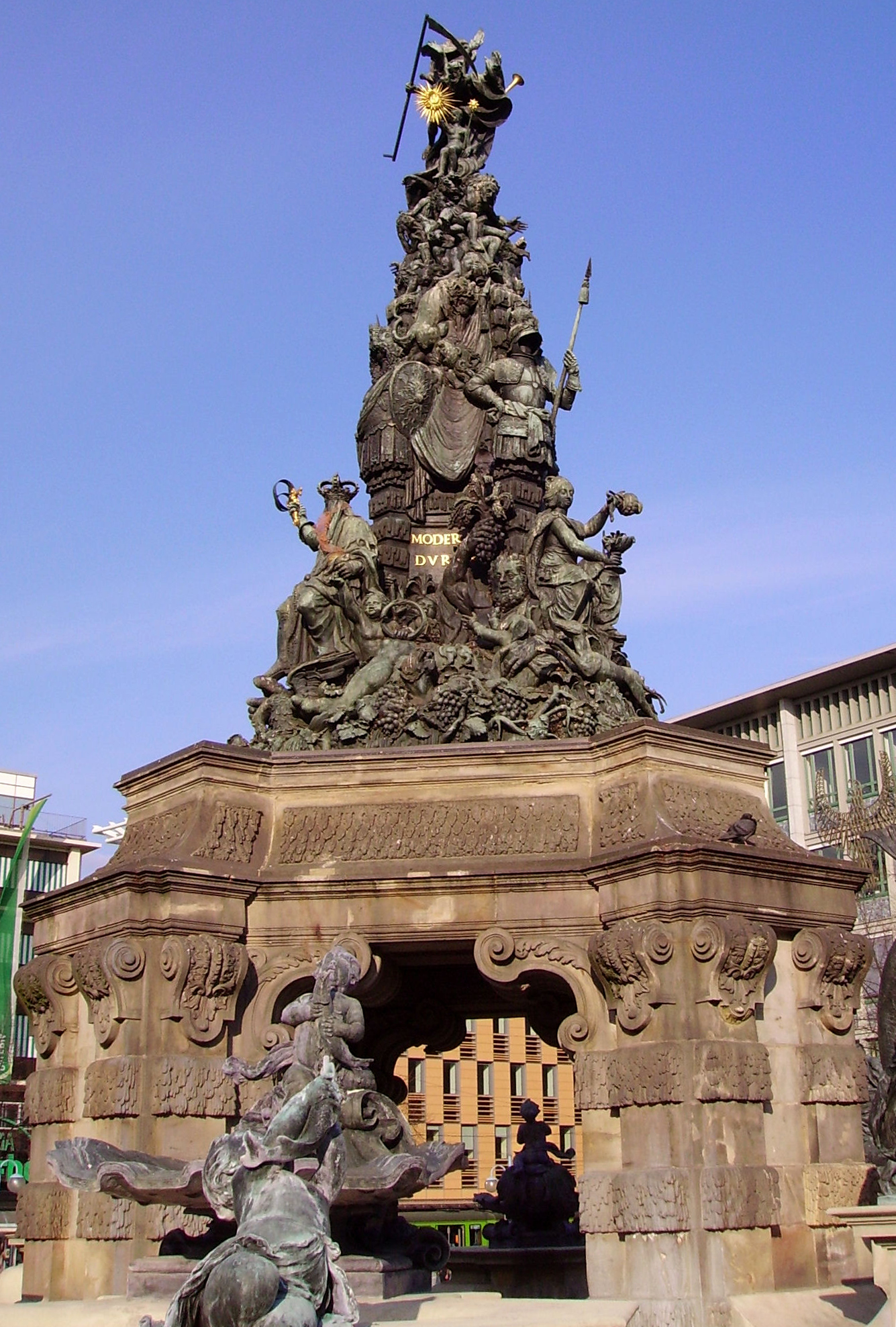
Пирамида Групелло, Маннгейм
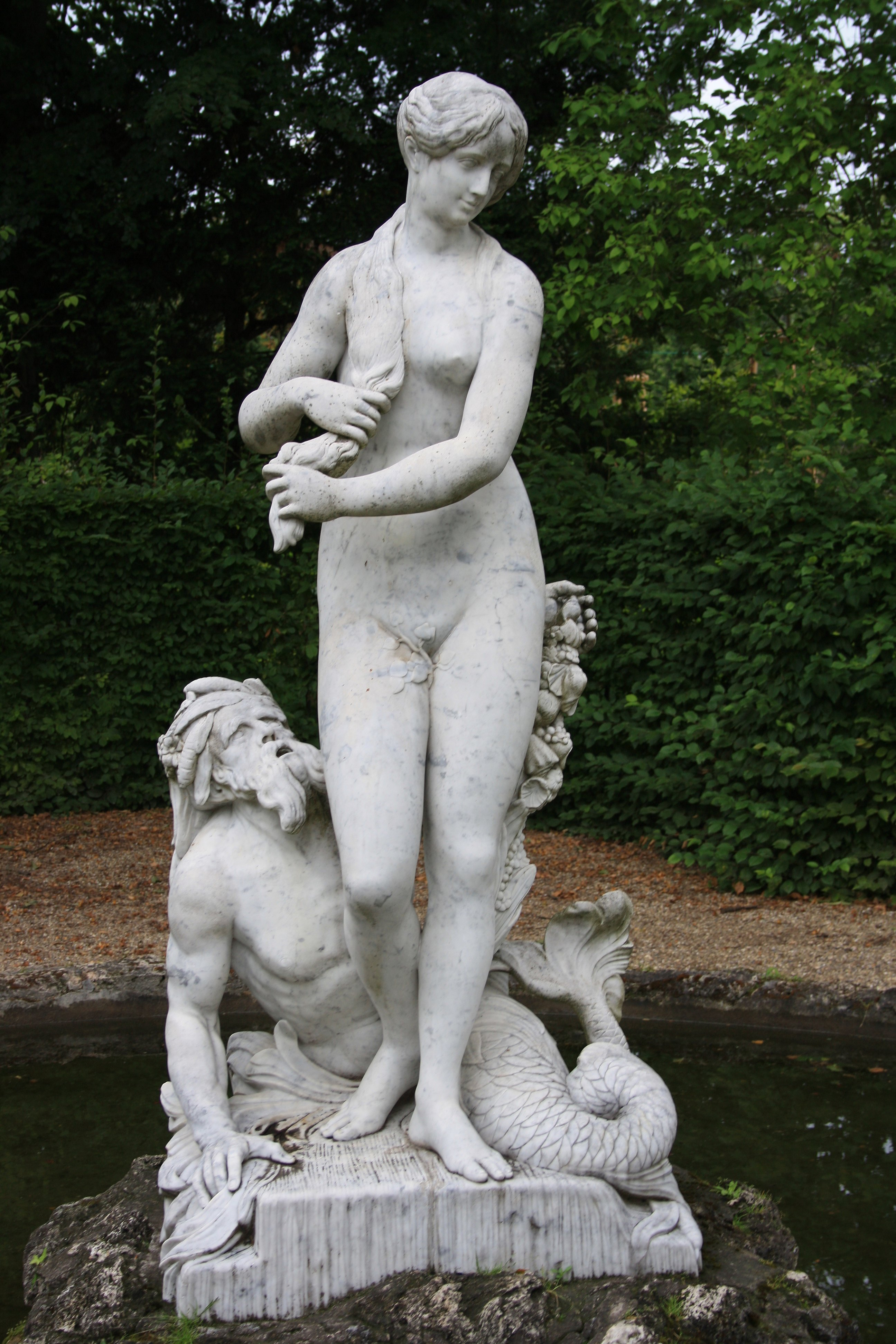
Парковая скульптура, Шветцинг

## Память
- В Дюссельдорфе, Нойсе и Маннгейме названы улицы в честь Групелло.
- Издательство Групелло в Дюссельдорфе.